# サンクチュアリ (フォークナー)
『サンクチュアリ』（原題: Sanctuary）は、アメリカ合衆国の小説家ウィリアム・フォークナーの小説である。フォークナーの作品の中では、強姦をテーマにしたこともあって議論を多く呼んだ。1931年にパリのブラック・サン・プレスでまず出版され、売れ行きも書評も飛躍的に伸展し、フォークナーの文学的名声を確立させた。フォークナー自身はこの作品を金儲けのためだけに書いた「粗悪品」と呼んだが、このことは学者やフォークナー自身の親友から議論されてきた。1933年に『テンプル・ドレイク物語』として映画化されたが、映画制作倫理規定を満足しておらず、著作権の問題で登場人物のポパイはトリッガーという名前に変えられた。この作品はフォークナーが創造したヨクナパトーファ郡（ミシシッピ州）を舞台にし、時代設定は禁酒法（1919年-1933年）時代の1929年5月と6月になっている。
登場人物のなかで、ホレス・ベンボウ、その妹ナーシサ、ミス・ジェニーらは長編小説『サートリス』の主要登場人物でもあり、そのなかで、ナーシサの結婚・出産のいきさつが語られている。

## 原題
英語の"Sanctuary"には「聖所」「聖域」「逃げ込み場所」「罪人庇護権」などという意味がある。「非合法のポパイやグッドウィン夫婦の住む隠れ家に合法の世界の人間たちが入り込み、彼等を法の社会に引きだす物語」なので隠れ家という意味合いが濃いが、これに聖域という意味合いが重ねられている。日本語訳では一様に『サンクチュアリ』と音訳されている。

## あらすじ
1929年5月、ホレス・ベンボウという弁護士が、その生活、配偶者および継娘に不満を抱き、突然ミシシッピ州キンストンの家を出て、ヨクナパトーファ郡の故郷ジェファスンに向かって歩き始めた。ジェファスンには未亡人になった妹のナーシサ・サートリスとその息子および亡夫の大伯母ミス・ジェニーが住んでいた。ベンボウは途中で「オールド・フレンチマン」という家の近くで泉の水を飲もうと立ち止まる。そこでポパイという名の邪悪な印象の男に出会う。ポパイはベンボウを「オールド・フレンチマン」に伴う。その家はウィスキーの密造者リー・グッドウィンが使っており、グッドウィンとその内縁の妻ルービー・ラマー、さらにはグッドウィンの密造仲間と会う。その夜遅くベンボウはジェファスンに行くトラックに便乗させてもらう。ジェファスンに着いたベンボウは妹とミス・ジェニーに妻を置いて出てきたと説明し、何年も空き家だった両親の家に移動すると告げる。
バージニア大学を卒業した若者ガウァン・スティヴンズはベンボウの妹ナーシサに求婚して断られる。スティヴンズはミシシッピ大学の女学生テンプル・ドレイクとデートする。テンプルはオクスフォードの町の青年の間では評判の「ファストガール」（性的に奔放な女子）である。彼女の名前はミシシッピ大学の男の部屋にふしだらさを仄めかす言葉と共に落書きされていた。テンプルの父は著名で力のある判事なので、彼女は金の世界と上流社会から出てきていた。可愛いが浅薄であり、同時に性とさもしい人間の本能に魅せられながら反発も感じていた。スティヴンズはオクスフォードであった金曜日の夜のダンスパーティにテンプルをエスコートした後、翌朝は鉄道駅で彼女に会おうと計画する。テンプルはスタークヴィルで開催される野球の試合にクラスメイトと共に付き添いつき遠出に行くはずだった。彼女は付き添いから逃れて列車から降り、スティヴンズの車で試合を見に行くことにしていた。スティヴンズはバージニアで「紳士のように酒の飲み方を習った」というアルコール依存症であり、ダンスの後でテンプルを送って行った後、地元の若者を車に乗せて町に行くことを提案する。彼らに1クォート（約1リットル）のムーンシャイン（密造酒）を手に入れさせ、自分の酒の強さを見せるために彼らと鷹揚に飲み交わす。スティヴンズは飲みすぎて、駅に置いた自分の車の側で眠り込んでしまう。
翌朝、スティヴンズはひどい二日酔いで目覚め、スタークヴィル行きの列車に乗り遅れたことが分かる。彼は密造酒の残っていた瓶を飲み干し、車を全速力で走らせてテイラーの町で列車に追いつき、テンプルを拾う。スタークヴィルに向かう途中、スティヴンズはさらにアルコールを手に入れるためにグッドウィンの家に寄ることにする。既に酔っていたスティヴンズは、ポパイが警官の襲撃を心配して道路を塞ぐように切り倒していた樹木に衝突する。この事故が起こったときに偶々近くにいたポパイとトミーが、テンプルと怪我をしたものの重傷ではないスティヴンズを連れてグッドウィンの家に戻る。テンプルはスティヴンズの向こう見ずさと酩酊振りを怖れ、また連れて行かれた家の奇妙で不穏な下層階級の雰囲気を怖れる。グッドウィンの家に着くと直ぐにルービーに出遭う。ルービーは夜になる前にそこから出て行いった方が良いと警告する。スティヴンズはトミーからさらに酒を手に入れて飲む。トミーは善良で「間が抜けた」男であり、グッドウィンのために働き、その家に住んでいる。
夜が来て、スティヴンズは再び酔っ払ってしまい、テンプルはルービーの忠告にも拘ず逃げ出せないでいる。グッドウィンが家に帰って来て、スティヴンズとテンプルが居ることに不満を抱く。グッドウィンは密造の仲間であるヴァンを連れてきている。男達は皆飲み続け、ヴァンとスティヴンズが議論を始めて互いを挑発し、夜の間に何度も殴り合いそうになる。ヴァンはテンプルに野卑なアプローチを行い、バージニアの紳士になったであろうスティヴンズにテンプルの名誉を守る必要があることを思い出させる。テンプルは状況が理解できず、ルービーから男達と離れているように忠告されていたにも拘わらず、またヴァンの野卑で歓迎できないアプローチがあったにも拘わらず、男達が飲んでいる部屋に走りこんだり出て行ったりする。テンプルは寝室に身を隠す。ヴァンとスティヴンズが殴り合いになり、酔っ払っていたスティヴンズをヴァンが直ぐに殴り倒す。男達は気を失ったスティヴンズをテンプルが小さくなっている部屋に運び、ベッドの上に投げ上げる。彼らはその部屋に何度も出たり入ったりしてテンプルに嫌がらせをする。最終的に男達は真夜中にウィスキーを運び出すために立ち去る。
翌朝、スティヴンズは目が覚めてテンプルを置いたままコソコソと家から出て行く。テンプルは翌朝も男達のほとんどが回りにいなくても怯えている。善良なトミーが彼女を畜舎の綿殻の中に隠すが、ポパイは直ぐに彼らがそこに居ることに気付く。ポパイはトミーの後頭部を拳銃で撃って殺害し、トウモロコシの穂軸でテンプルを強姦する。その後でポパイはテンプルを自分の車に乗せ、地下犯罪組織で関わりのあったテネシー州メンフィスに連れて行く。
グッドウィンがトミーの死骸を発見し、ルービーが近くの家から警察に電話を掛ける。警察はトミーを殺したのがグッドウィンだと思って彼を逮捕する。グッドウィンはポパイのことを怖れていたので、自分に罪の無いこと以外は警官に告げようとしない。グッドウィンはジェファスンの刑務所に収容される。ベンボウはこの事件について知って、グッドウィンが報酬を払えないと知っていたにも拘わらず、即座に彼の弁護を引き受ける。ベンボウはルービーとその病気のような赤子をジェファスンの自分の家に滞在させようとするが、妹のナーシサはその家の共同所有者であり、ベンボウが居ようと居なかろうと彼女がそこに留まることを拒否する。ルービーは私生児の子供と共に居る町では堕落した女（売春婦）として知られている。しかも密造酒を作っているリー・グッドウィンと「罪な生活」をしていた。ナーシサはルービーのような完全に受け容れがたい女性との関係で家名が町の噂になる可能性に思いつく。ベンボウは妹の願いを満足させジェファスンの社会的道徳を考えて、ルービートその息子を町のホテルに移すしかなくなる。
ベンボウは理想主義者で真実と正義の強い信奉者であり、グッドウィンに裁判所でポパイのことを話させるように努めるが成功しない。グッドウィンはたとえ自分が刑務所に入っていても、ポパイなら殺すことができると感じている。自分の無罪を信じているので、証言を拒む。ベンボウは間もなく、ルービーの口からトミーが殺されたときにテンプルがグッドウィンの家に居たことが分かる。この事実は当初グッドウィンがベンボウに話そうとしなかったことだった。ベンボウはミシシッピ大学に行ってテンプルを探すが、そこでテンプルが退学したことを知る。ジェファスンに戻る列車の中でクラレンス・スノープスという調子の良い州上院議員と出遭う。スノープスは新聞で読んだことだと言って「ドレイク判事の娘」テンプルが父によって「北部に送られた」ということを告げる。実際のところ、テンプルはミス・リーバが所有するメンフィスの売春宿の部屋に住んでいる。ミス・リーバは喘息持ちの未亡人であり、ポパイのことを高く買っていて、彼がやっと愛人を選んだことに満足している。ポパイはテンプルをそこに住まわせ、行きたいときにいつでも来られるようにしている。
ベンボウがオクスフォードへの旅行から戻ってくると、ホテルのオーナーが高まる一方の世間の非難の声に屈してルービーとその子供を追い出していたことを知る。ベンボウは再度ルービーを自分達の家に滞在させるよう妹を説得しようとするが、ナーシサは再度拒否する。ベンボウはルービーのために町外れに滞在場所を見つける。そこは半気違い女が呪い師として惨めな生活を補っている掘っ立て小屋だった。
クラレンス・スノープスはメンフィスのミス・リーバの売春宿を訪れて、テンプルがそこにいることを知る。スノープスはベンボウが大学でテンプルを探していたことを思い出し、この情報がベンボウにとって価値があることを知る。さらにテンプルの父であるドレイク判事にとっても価値がある情報であることを認識したスノープスは、ベンボウにその情報を売ることを申し出、ベンボウが拒否すれば「別の者」に売るかもしれないことを仄めかす。ベンボウがその情報を買うことに合意すると、スノープスはメンフィスのミス・リーバの売春宿でテンプルを見たことを告げる。ベンボウは即座にメンフィスに向かい、ミス・リーバにテンプルと話をさせるよう説得する。ミス・リーバは、もしグッドウィンが有罪となった場合に、ルービーとその子供が独力で生きていくしかないと分かり、グッドウィンの災難に同情するが、依然としてポパイを賞賛し、尊敬している。テンプルはベンボウに、ポパイの手で強姦された様子を伝える。ベンボウは動揺し、ジェファスンに戻る。
テンプルはこの時完全に堕落してしまっていた。ミス・リーバの召使であるミニーを買収して15分間だけ家から抜け出し、近くのドラッグストアから電話を掛ける。夕方に再度家を出るが、家を見張って外の車で待っているポパイを見つける。ポパイはテンプルを乗せてグロトーというロードハウスに連れて行く。テンプルは人気のある若いギャング、レッドとこのクラブで会う手はずをしていた。テンプルはレッドとセックスし、ポパイがそれを見ているようになっている。その夜、ポパイは方をつけるためにレッドとの対決を計画していた。
そのクラブでテンプルは酷く酔っ払い、奥の部屋でレッドと隠れたセックスをしようとするが、レッドはテンプルを撥ね付ける。ポパイのギャング仲間2人がテンプルをクラブから連れ出し、ミス・リーバの家に連れ帰る。ポパイはレッドを殺す。このことでミス・リーバはポパイに反感を抱くようになる。彼女は友人数人に事の次第を伝え、レッド殺しの容疑でポパイが捕まり死刑にされることを願うようになる。
ベンボウはその妻に手紙を書いて離婚を求める。妹のナーシサが地方検事を訪問し、ベンボウが今回の裁判ではできるだけ早く負けて、このような卑しむべき事件に関わることを止めることを望んでいると告げる。ベンボウの顧客（グッドウィン）が有罪になることを地方検事が保障すると、ナーシサはベンボウの妻に彼が間もなく家に戻るだろうと書いた手紙を送る。スノープスは目の周りに黒い痣をつけて現れ、「メンフィスのユダヤ人弁護士」が彼の提供する情報にそれなりの報酬を払わず、彼を殴りつけたとぼやく。
ベンボウはミス・リーバを通じてテンプルと連絡を取ろうとするが、ポパイとテンプルが去ったと告げられる。裁判は6月20日に始まる。グッドウィンはポパイがいつでもジェファスンに現れて自分を殺すと信じ続けており、裁判はうまく行かない。裁判の2日目、メンフィスの弁護士がテンプルを従えて現れる。テンプルが証人に立ち、衝撃的な（しかも嘘の）証言で法廷を震撼とさせる。ポパイではなくグッドウィンがトミーを射殺し、彼女を強姦したと告げる。さらに衝撃的なことに地方検事が証拠のトウモロコシの穂軸を提出する。それには黒褐色の血糊がのこっている。それはテンプルが強姦された穂軸だった。テンプルは偽証を行ったあとに、父であるドレイク判事によって法廷から連れ出される。
陪審員はわずか8分間の協議の後にグッドウィンが有罪であるという結論を出す。傷心のベンボウは妹の家に連れ戻される。ベンボウは夕方に取り乱したまま家の外に彷徨い出て町に行き、グッドウィンの体に付けられたガソリンの燃え上がる様を目撃する。彼は怒った暴徒によって刑務所から引き摺り出され、拷問され、私刑にされていた。翌日ベンボウは挫折した気持ちで妻のもとに帰る。
皮肉にもポパイはフロリダ州ペンサコーラにいる母を訪問するために移動している途中、犯していない犯罪の容疑で逮捕され処刑される。テンプルとその父は小説の最後のシーンでパリのリュクサンブール公園に現れ、そこに隠れ場（サンクチュアリ）を見出している。

## 登場人物

### 主要人物
- ポパイ - 不幸な過去を持つ犯罪者、グッドウィンの酒密造に加担している。またメンフィスの犯罪地下組織とも不明な関わりがある。その母はポパイを妊娠した時に梅毒に罹っていた。ポパイは性的不能者であり、他にも身体的欠陥がある。テンプルをトウモロコシの穂軸で強姦し、メンフィスに連れて行ってミス・リーバの売春宿の部屋に監禁する。
- ホレス・ベンボウ -  トミーの殺人事件でグッドウィンの弁護をする弁護士。善意の人間であり、知性もあるが、結婚生活の破綻とテンプルの偽証に直面して力が足りないことを知る。
- トミー - グッドウィンの酒密造に関わる間抜けな仲間。テンプルを守ろうとしている時にポパイに殺される。
- リー・グッドウィン - トミー殺害容疑で告発される酒密造者。無罪のはずが裁判で有罪とされ私刑に遭う。
- ルービー・ラマー - グッドウィンの内縁の妻でその子供の母。グッドウィンと「罪な生活」をしていたことで市民の大半から遠ざけられ非難されている。
- テンプル・ドレイク - ミシシッピ大学の女学生、権威ある判事の娘、冷血で、計算高く、気の抜けた「ファストガール」。ポパイとグッドウィンの密造仲間に会ったときに深みに嵌ってしまう。ポパイに強姦され誘拐される。裁判ではグッドウィンがトミーを殺したと偽証する。
- ガウァン・スティヴンズ - 虚栄心が強く、自己中心的でアルコール中毒の男。テンプルをグッドウィンの家に連れて行き、ヴァンに殴られ気絶する。翌朝テンプルを置いたまま自分だけで逃げ出す。その後にテンプルがポパイの犠牲になる。
- ミス・リーバ - メンフィスの売春宿主人。ポパイの監視下にテンプルが滞在する。ポパイのことを高く買っていたが、レッドを「種馬」にしたことで衝撃を受け、憤慨する。

### その他の登場人物
- パップ - 恐らくグッドウィンの父、グッドウィンの家に住む盲目で聾の老人
- ヴァン - グッドウィンのために働くタフな若者
- レッド - メンフィスの犯罪者、ポパイの要請でポパイの見ている前でテンプルと性交する。ポパイは後にこれに飽きてレッドを殺す。
- ミニー - ミス・リーバの召使
- ナーシサ・ベンボウ - ホレスの妹、ベイアード・サートリスの未亡人
- ミス・ジェニー - ナーシサの死んだ夫の大伯母。ナーシサとその息子と住んでいる。
- ベンボウ・サートリス、愛称ボリー - ナーシサの10歳になる息子
- リトル・ベル - ホレス・ベンボウの継娘
- クラレンス・スノープス - 調子の良い州上院議員、金で情報を売ることに汲汲としている
- ミス・ロレーンとミス・マートル - ミス・リーバの友人

## 作品の評価
この作品が出版された当時、「冷酷な暴力と無節操な性を代表するポパイとテンプルが中心人物」と考えられた。2年後に映画化された『テンプル・ドレイク物語』もそのような評価を反映している。その後長い時を経て「ベンボウがグッドウィン一家を救おうとして失敗する筋を重視する方向に移ってきた。」フォークナーはこの作品を大幅に書き直した後に出版している。凶悪無残な世界と、ルービーの生き様のような深い人間的なシーンを平衡させることで緊張感を高めたと考えられている。またポパイについては初稿の時にはなかった最終章を書き直しの際に付け加え、その中でポパイの生い立ちや母との関係を語ることで、ポパイを悪人というよりも運命と環境の犠牲とする意図が示されている。
この作品から20年が経った1951年にフォークナーは『尼僧への鎮魂歌』を出版した。この作品ではテンプルとガウァン・スティヴンズが結婚しており、その2人の人間的責任の問題が劇形式で追求されている。

### 他の日本語訳
- 加島祥造訳『サンクチュアリ』 新潮文庫、改版2002年
- 大橋健三郎訳 『サンクチュアリ　フォークナー全集 第7巻』 冨山房、1992年
- 西川正身訳 『サンクチュアリ　征服されざる人々』 中央公論社「世界の文学」、1967年、新装版1994年